# Поджіо Касаліно
Поджіо Касаліно (італ. Poggio Casalino) — село (італ. curazia) в республіці Сан-Марино. Адміністративно належить до муніципалітету К'єзануова.
Село розташоване поблизу західної границі муніципалітету К'єзануова, неподалік від кордону з Італією та муніципалітету Сан-Лео. Поблизу села проходить дорога, яка з'єднує місто Сан-Марино із Сан-Лео та його передмістями.